# شيرا ريشوني
شيرا ريشوني (مواليد 21 فبراير 1991) هي لاعبة جودو إسرائيلية، فازت بالميدالية البرونزية في منافسة الفريق المختلط في الألعاب الأولمبية الصيفية 2020.